# 親泊泰秀
おやどまり（1990年7月20日 - ）は、日本の舞台芸人。吉本新喜劇の座員。本名および旧芸名：親泊泰秀（おやどまり やすひで）。
沖縄県出身。吉本興業所属。

## 来歴・人物
- よしもと沖縄エンターテイメントカレッジ（現・NSC沖縄）1期生[1]。同期に初恋クロマニヨン、どさんこ室田など。
- 2014年、吉本新喜劇の第8個目金の卵オーディションを受け合格し入団。
- 趣味はギターで、自宅で毎日最低5分は触ることを心がけている[2]。
- 好きなアーティストはSMAP、B'z、Mr.Children[2]。中でもSMAPは一番好きなアーティストとして挙げており、ライブDVD等を自宅で流すほどのファンである[2]。

## 出演番組
- よしもと新喜劇（毎日放送）